# 柳家燕弥
柳家 燕弥（やなぎや えんや、1977年3月14日 - ）は落語協会所属の落語家である。出囃子は『郡上踊り』。本名∶中島 康貴。岐阜県岐阜市出身。

## 来歴
愛知大学文学部在学中より、落語研究会に所属。
2000年11月、三代目柳家権太楼に弟子入り。前座名は柳家さん太。
2004年7月、柳家さん弥、柳家初花、林家ほや平と共に二ツ目に昇進し柳家右太楼と改名。
2015年3月に三遊亭司、柳家小傳次、四代目桂右女助、柳家海舟、四代目入船亭扇蔵、二代金原亭馬治、二代目金原亭馬玉、三代目柳家さん助、柳家燕弥、三遊亭彩大で真打昇進、「燕弥」を襲名。

## 芸歴
- 2000年11月 - 三代目柳家権太楼に入門、前座名「さん太」。
- 2004年7月 - 二ツ目昇進、「右太楼」と改名。
- 2015年3月 - 真打昇進、「燕弥」と改名。

## 出囃子
- 外記猿（2004年 - 2015年）
- 郡上おどり（2015年 - ）

## 受賞歴
- 2008年2月 第18回北とぴあ若手落語家競演会奨励賞

## 人物
書道が趣味であり、書宗院理事長の高橋蒼石に師事（大師匠五代目柳家つばめが書道の方で益を受けた比田井南谷の弟子）。インターネットテレビ局『書道テレビ』においては、生徒役を務めるといった巾の広い活躍をしている。2014年には『第3回比田井天来・小琴顕彰佐久全国臨書展』に出品し審査員特別賞を受賞している。
古今亭志ん陽、柳家小傳次、柳家燕弥、春風亭三朝の四人で「RAKUGOもんすたぁず」を組んでいる。